# Arquitectura nubia

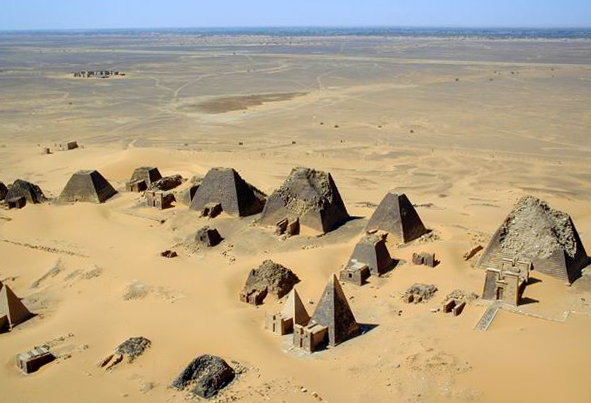
Pirámides meroiticas.

La arquitectura nubia es diversa y antigua. En Nubia se han encontrado pueblos permanentes que datan del año 6000 a. C. Estas aldeas eran aproximadamente contemporáneas con la ciudad amurallada de Jericó en Palestina.

## Primer período

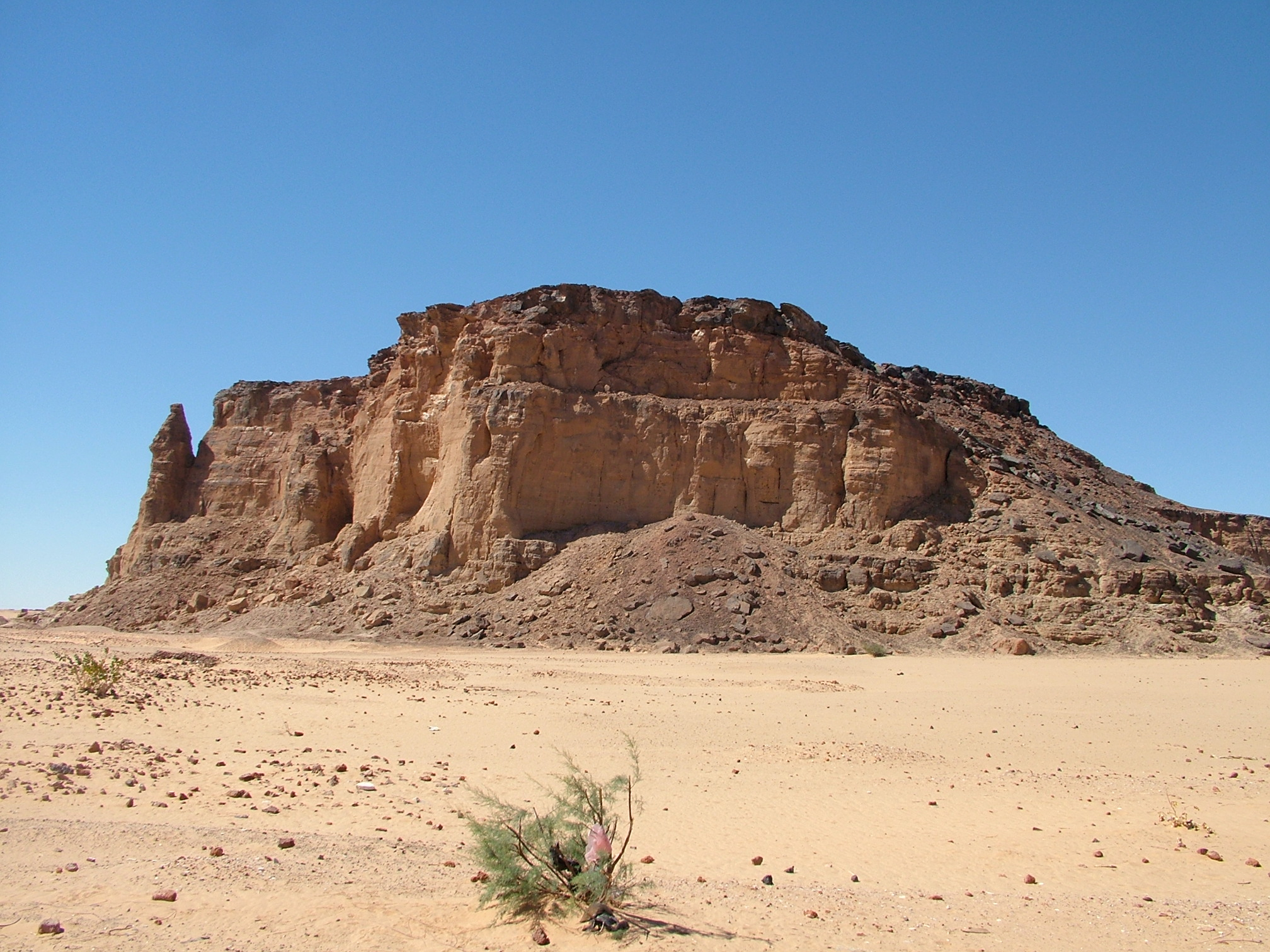
Gebel Barkal.

La arquitectura nubia más antigua utilizaba materiales perecederos, adobes, ladrillos de barro, pieles de animales y otros materiales ligeros y flexibles, esta arquitectura  primitiva consistía en estructuras derivadas del tallado de la roca, una innovación de la cultura del Grupo-A (c. 3500-2374 a. C.), como se aprecia en el templo excavado en la cueva de Sofala. Los antiguos egipcios usaban mucho la arquitectura en roca durante el Nuevo Reino de Egipto.
Existen dos tipos de tumbas del Grupo-A. Una tenía forma ovalada de 0,8 metros de profundidad. La segunda tenía forma ovalada de 1,3 metros de profundidad con una segunda cámara más profunda.
La cultura del Grupo A desapareció, seguida más tarde por la cultura del Grupo C (2200-1500 a. C.). Los asentamientos consistían en estructuras redondas con suelos de piedra. El marco estructural se realizaba con madera o materiales flexibles. Los ladrillos de barro se convirtieron en los materiales de construcción preferidos a medida que los asentamientos se hicieron más grandes. Las tumbas eran superestructuras cilíndricas circulares hechas de paredes de piedra, la fosa se llenaba de grava y piedras, y se cubría con un techo de barro seco o de heno. Más tarde, durante el segundo periodo intermedio de Egipto (alrededor de 1650 a 1550 a. C.), se colocó una capilla de adobe al norte de la tumba. Las tumbas se encontraban en El Ghaba, Kadero, Sayala y otros sitios del norte de Sudán.

## Kerma

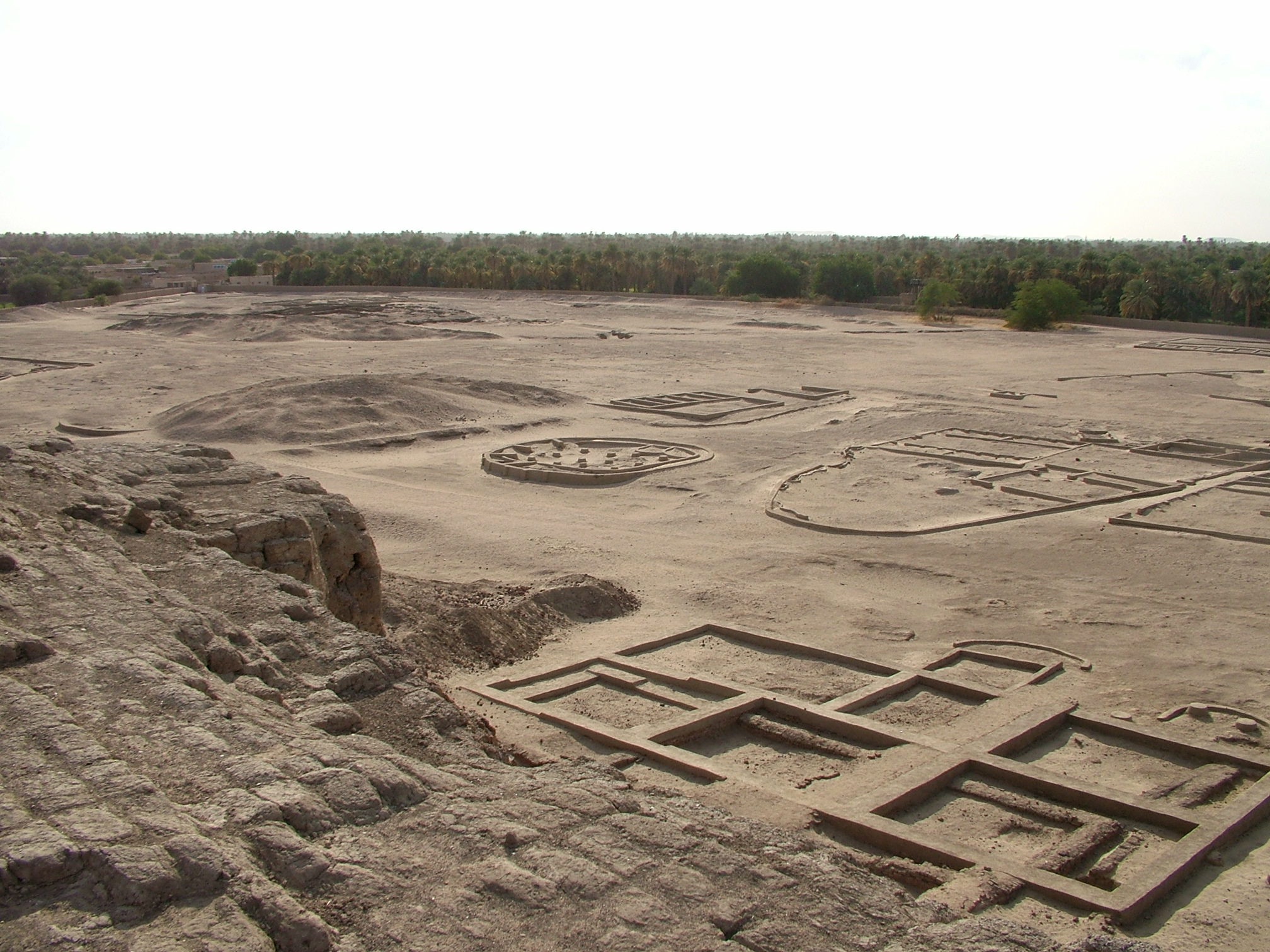
La ciudad de Kerma

La cultura del Grupo C estaba relacionada con la cultura Kerma. Kerma se estableció alrededor del año 2400 a. C. Era una ciudad amurallada que contenía un edificio religioso, una gran vivienda circular, un palacio y carreteras bien trazadas. En el lado este de la ciudad, fueron construidos un templo funerario y una capilla. Atiendía a una población de 2.000 personas. Una de sus estructuras más perdurables fue la deffufa, un templo de ladrillo de barro donde se realizaban ceremonias en la parte superior.
La deffufa es una estructura única en la arquitectura nubia. Existen tres deffufas conocidas: la Deffufa Occidental en Kerma, una Deffufa Oriental, y una tercera Deffufa poco conocida. La Deffufa Occidental mide 50 por 25 metros. Tiene 18 metros de altura y consta de tres plantas. Estaba rodeada por una muralla. Dentro había cámaras conectadas por pasadizos.

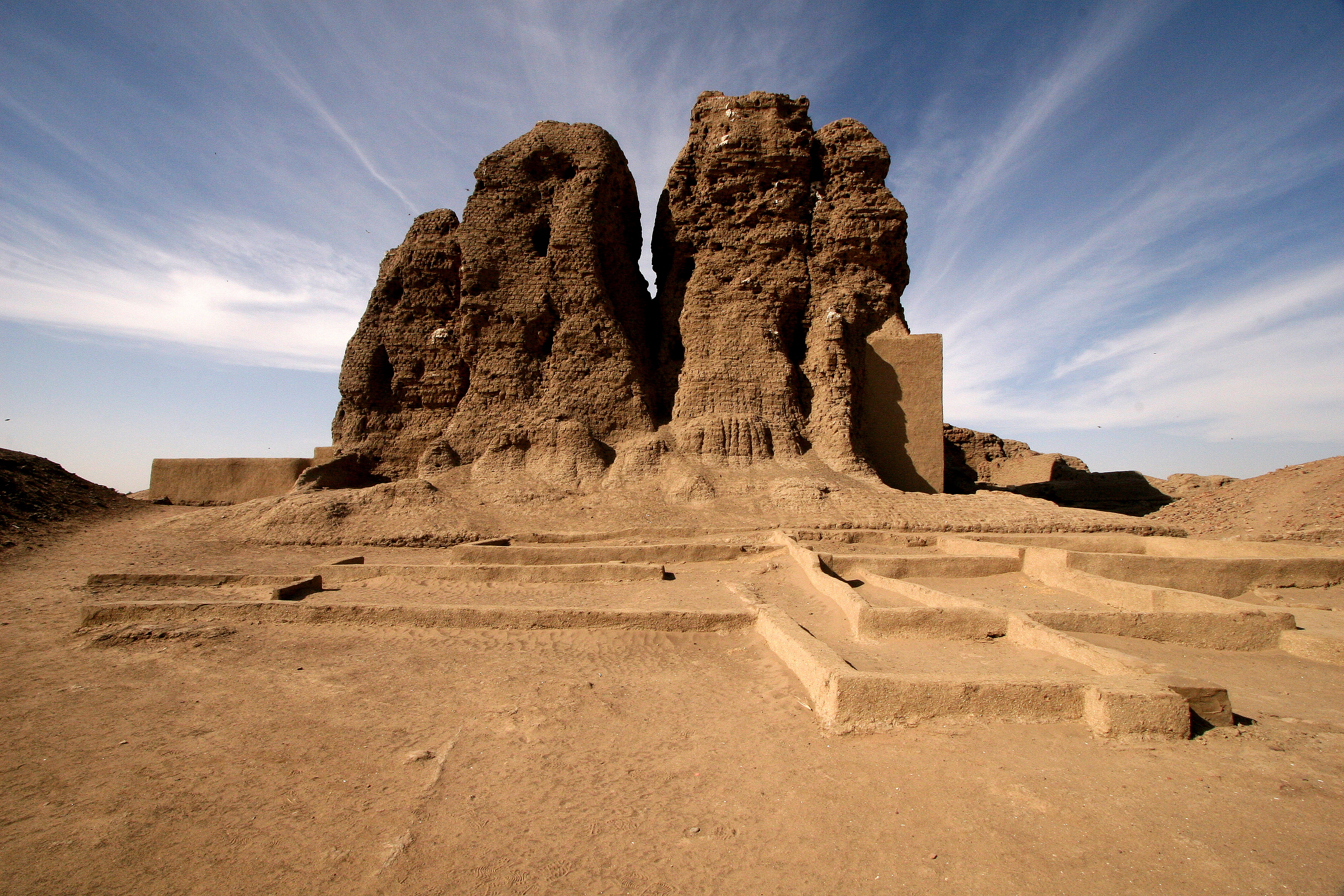
Deffufa Occidental.

La Deffufa Oriental se encuentra a 2 kilómetros al este de la Deffufa Occidental. La Deffufa Oriental es más baja que la occidental, de únicamente dos pisos de altura. Se considera una capilla funeraria, rodeada de 30.000 túmulos o tumbas. Tiene dos salas con columnas. Las paredes están decoradas con retratos de animales en esquemas de color rojo, azul, amarillo y negro y los suelos son de piedra. Las paredes exteriores estaban recubiertas de piedra. El tercer deffufa es de estructura similar al Deffufa Oriental.
Las tumbas de Kerma son fosas circulares cubiertas de guijarros blancos o negros en un montículo circular. Existen cuatro tumbas enormes en la parte sur del sitio. Se encuentran en filas rodeadas de tumbas más pequeñas. El diámetro es de 9 metros, cubierto con montículos circulares de guijarros blancos y negros del desierto de 3 metros de altura. Debajo existe una estructura compleja. Un sendero que discurre a lo largo del diámetro está colocado con paredes de barro, que sostienen el montículo anterior. Las paredes de barro parecían haber sido decoradas. El camino lleva a una cámara con bóveda nubia y una puerta de madera donde está enterrado el rey. La cama del rey es elaborada con patas talladas en piedra. La cámara abovedada se encuentra en el centro de la estructura. Se estima que se sacrificaron 300 humanos y 1.000 cabezas de ganado con el rey para acompañarlo en la otra vida.

## Kush y Napata

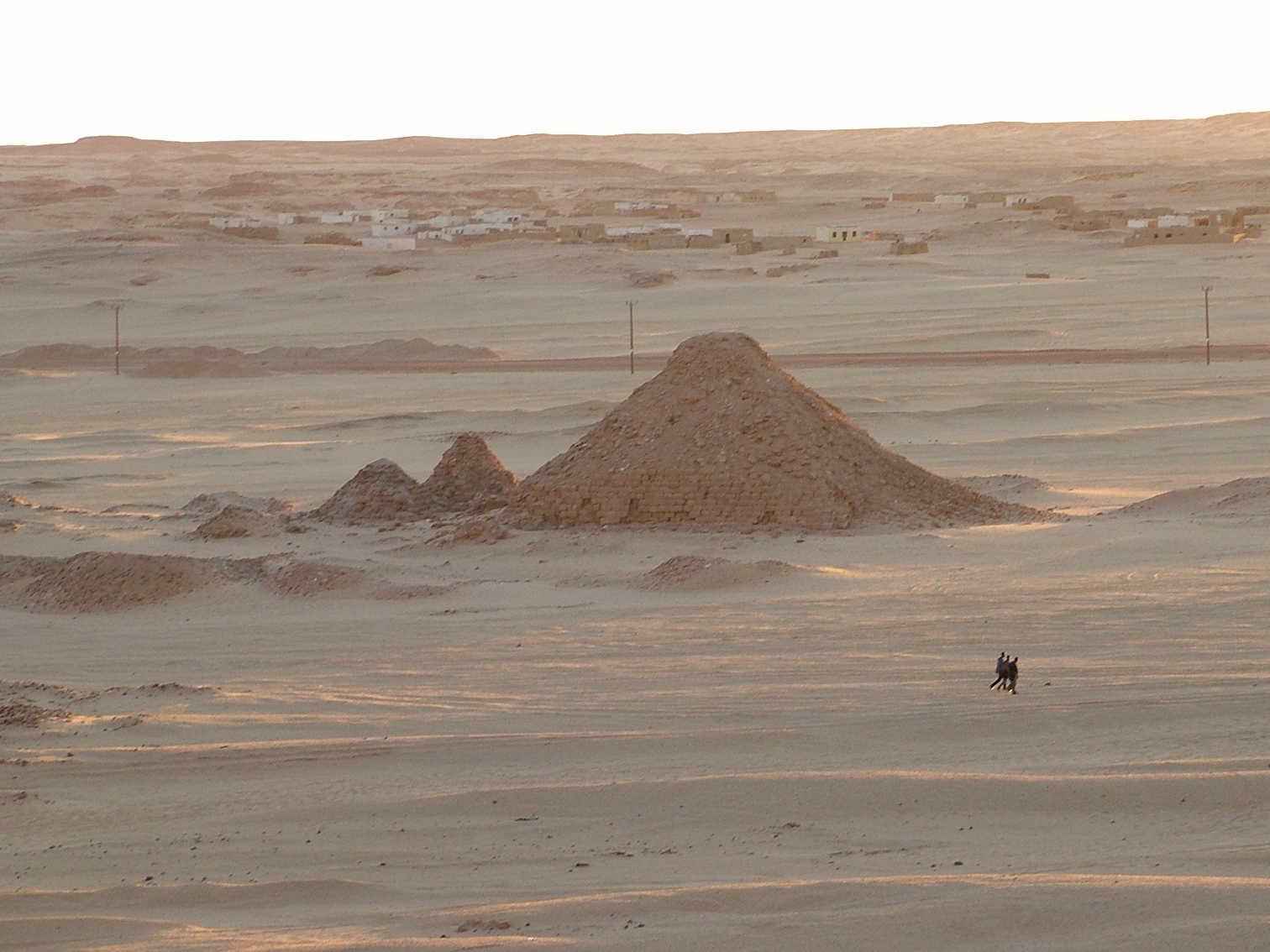
Pirámides cerca de Gebel Barkal

Entre 1500-1085 a. C., se logró la conquista egipcia y la dominación de Nubia. Esta conquista trajo consigo la fase napatónica de la historia nubia, el nacimiento del Reino de Kush. Kush fue inmensamente influenciado por Egipto y finalmente lo conquistó. Durante esta fase vemos la construcción de numerosas pirámides y templos.
De mucha importancia espiritual para los faraones nubios fue Gebel Barkal. Los faraones nubios recibieron legitimidad del sitio. Celebraron la coronación faraónica y consultaron su oráculo. Se creía que era la morada de la deidad Amón. Templos para Mut, Hathor y Bes también están presentes. Se han excavado trece templos y tres palacios.
La ciudad de Napata no ha sido completamente excavada. Algunos de los templos fueron iniciados por varios faraones y fueron añadidos por faraones sucesores, comenzando con los faraones egipcios. George Andrew Reisner excavó Gebel Barkal, etiquetando sus monumentos como B para Barkal. Algunos son los siguientes: B200 (templo de Taharqa), B300 (el otro templo de Taharqa de Mut, Hathor y Bes), B500 (templo de Amón), B501 (patio exterior), B502 (sala hipóstila), B700 (templo), B800sub (templo de Alara de Nubia), B1200 (palacio). Psamético II de la vigésima sexta dinastía de Egipto saqueó la región en el 593 a. C., destruyendo todas las estatuas nubias en B500.
Las pirámides nubias se construyeron en tres sitios principales: El Kurru, Nuri y Meroë. Se construyeron más pirámides y durante más tiempo en Nubia que en Egipto. Nubia contiene 223 pirámides. Eran más pequeñas que las pirámides egipcias y estaban destinadas para reyes y reinas. La construcción general de las pirámides nubias consistía en paredes empinadas, una capilla orientada al este, una escalera orientada al este y un acceso a la cámara a través de la escalera.
El Kurru fue el primer sitio importante. Se encuentra a 13 kilómetros al sur de Gebel Barkal. Estaba hecho de piedra arenisca. Su altura oscila entre los 10 y los 30 metros. Cerca de 10 faraones y 14 reinas fueron enterrados en El Kurru. 
Nuri era otro sitio importante de la pirámide, 6 millas al noreste de Gebel Barkal. Albergó las tumbas de 20 faraones y 54 reinas. Las pirámides del faraón varían de 39,5 a 65 metros de altura. Las pirámides de la reina miden de 9 a 17 metros. Las tumbas fueron cortadas del lecho rocoso. La cámara del faraón contenía tres cámaras interconectadas. Las de la reina contienen dos cámaras interconectadas.

## Meroë

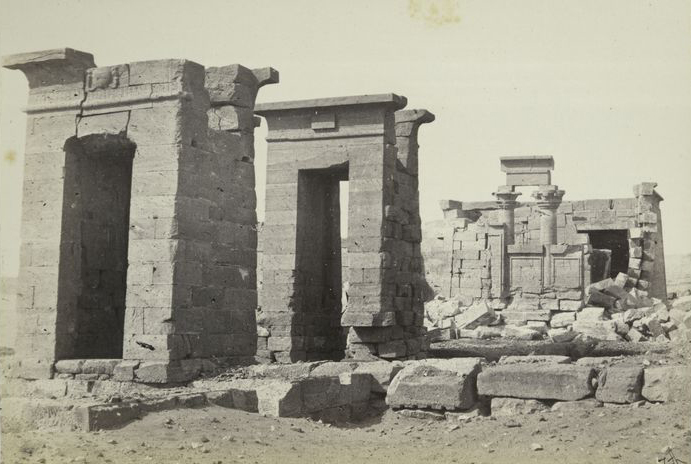
Templo de Debod en 1862.

El tercer sitio de la Pirámide de Nubia, Meroë, está considerado como el sitio arqueológico más grande del mundo. Contiene más pirámides nubias que cualquier otro sitio.
Los antiguos nubios establecieron un sistema de geometría que incluía las primeras versiones de los relojes de sol, muchos de los cuales se encuentran en los sitios de Meroë. Durante el período meroitico de la historia nubia, los antiguos nubios utilizaban una metodología trigonométrica similar a la de los egipcios.

## Nubia cristiana

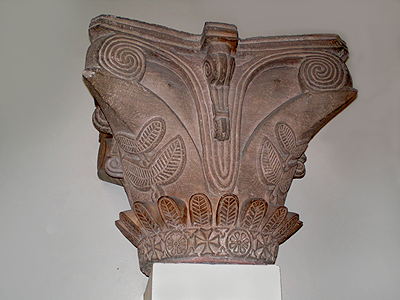
Un Capitel de la Iglesia de Faras.

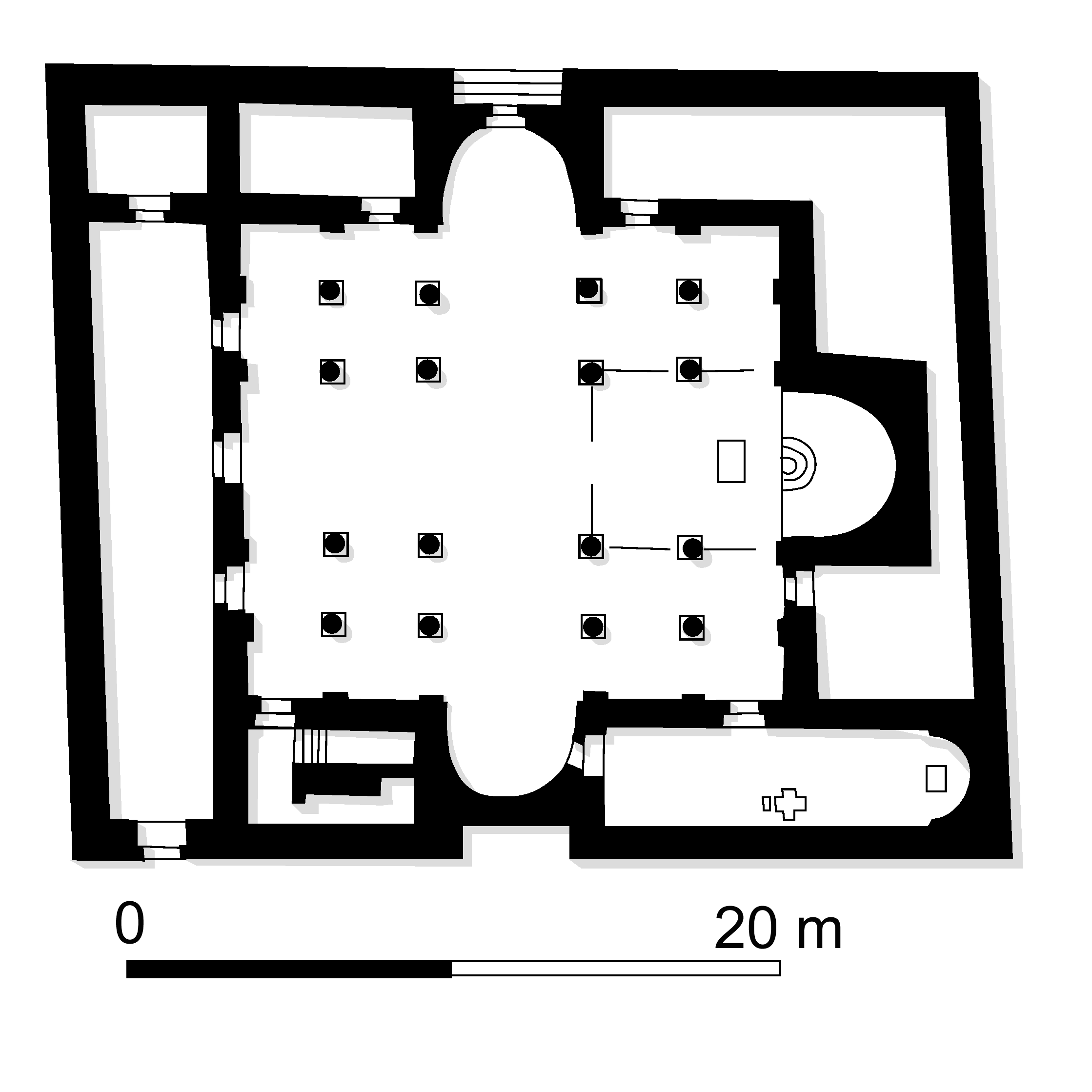
Plano de la Real Iglesia de Dongola.

La cristianización de Nubia comenzó en el siglo VI. Su arquitectura más representativa son las iglesias. Se basan en las basílicas de Bizancio. Las estructuras son relativamente pequeñas y están hechas de ladrillos de barro. La iglesia es de forma rectangular, con islas norte y sur. Las columnas se utilizan para dividir la nave. En el lado este está el ábside y el altar enfrente. El área entre el altar y el ábside se llamaba el Haikal. Al oeste, había una torre o habitación superior también en la esquina sur y en la esquina norte. Las puertas estaban en las paredes norte y sur. Se conservan algunas iglesias más elaboradas, construidas en piedra, dos en Faras y la iglesia de Ghazail.
La  pintura de la iglesia con temas bíblicos fue extensa, pero pocas sobrevivieron. Las mejores pinturas de iglesia que se conservan se encuentran en la Iglesia Rivergate de Faras y en la Iglesia de Ab El Qadir.
La arquitectura vernácula del período cristiano es escasa. La arquitectura de Soba es la única que se ha excavado. Las estructuras son de ladrillos secados al sol, como en el Sudán actual, excepto por un arco.
Una característica destacada de las iglesias nubias son las bóvedas (cúpula) hechas de ladrillos de barro. La estructura de ladrillo de barro fue recuperada por el arquitecto egipcio Hassan Fathy después de redescubrir la técnica en el pueblo nubio de Abu al-Riche. La tecnología es defendida por los ambientalistas como «amigable» con el medio ambiente y sostenible, ya que hace uso de la tierra pura sin necesidad de madera.

## Nubia islámica
La conversión al Islam fue un proceso lento y gradual, con casi 600 años de resistencia. La mayor parte de la arquitectura de la época son mezquitas construidas con ladrillos de barro. Uno de los primeros intentos de conquista fue por el egipcio-nubio Ibn Abi Sarh. Ibn Abi Sarh fue un líder musulmán que intentó conquistar toda Nubia en el siglo VIII. Fue casi un completo fracaso. Un acuerdo llamado el Baqt, formó las relaciones entre Egipto y Nigeria durante seis siglos, y permitió la construcción de una mezquita en la capital nubia de Dongola para los viajeros musulmanes. A mediados del siglo XIV, Nubia se había convertido al islam. La iglesia real de Dongola se convirtió en una mezquita, así como otras muchas iglesias.
Las tumbas eran simples pozos, con los cuerpos apuntando a la Meca. Algunas de las estructuras únicas eran las gubbas, tumbas reservadas para los santos musulmanes. Eran cúpulas encaladas hechas de ladrillos de adobe.

## Enlaces exteros
- Temples of Gebel Barkal
- Churches in Lower Nubia

- Datos: Q7067847